# Municipio Guaicaipuro
El municipio Guaicaipuro es un municipio del estado Miranda, en Venezuela. Se encuentra enclavado dentro de la zona conocida como los Altos Mirandinos, una zona montañosa cuyas cumbres alcanzan los 2.098 m s. n. m.. Su capital es la ciudad de Los Teques que, a su vez, es la capital del estado.

## Antecedentes históricos
Es hacia finales del siglo XVIII cuando se fundan los principales pueblos de la región: San Pedro y San Antonio de Los Altos (1772), San Diego de los Altos y Los Teques (1777). Desde esta fecha los pueblos de los Altos Mirandinos adquieren un valor estratégico: en sus caminos se intensifica el tráfico a lomo de mula de productos y mercancías de los valles tuyeros a Caracas y La Guaira y viceversa. La cría de ganado caballar y mular, y, posteriormente, el cultivo del café, hacen posible un lento pero constante crecimiento de la economía de la zona. 
En 1814, el jefe realista José Tomás Boves destruye Los Teques y secuestra algunas  haciendas de café y hatos de ganado. Aparte de este incidente, y a pesar de que la Guerra de independencia acabó prácticamente con el comercio y traslado de productos al puerto de La Guaira, la economía de los Altos Mirandinos no dejó de crecer, ya que proveía de alimentos a los lugares afectados directamente por la guerra. 
En 1891 comienza a funcionar el Gran ferrocarril de Venezuela, lo que facilita la salida de los productos agrícolas hacia Caracas y el resto del país. 
En 1927 Los Teques se convierte en capital del estado de Miranda. A mediados del Siglo XX, la región montañosa del estado de Miranda comienza a constituirse en el lugar de expansión de la ciudad de Caracas; numerosas urbanizaciones son construidas en Los Teques, San Antonio y Carrizal. Sin embargo, el urbanismo acelerado no alcanza pueblos como los de San Diego y San José de los Altos (parroquia Cecilio Acosta), San Pedro de los Altos, El Jarillo, Tácata, Altagracia de la Montaña y Paracotos, los cuales todavía hoy conservan su carácter apacible.

## Etimología
Debe su nombre al cacique Guaicaipuro, quien en 1565, al frente de los indios Teques y Arbacos vence a los conquistadores españoles encabezados por Diego de Losada. Muere Guaicaipuro en una emboscada, y con su muerte se inicia la repartición de tierras y hombres en las encomiendas.

## Parroquias
Este municipio está dividido en 7 parroquias, las cuales son:
| Parroquia                | Población    | Superficie | Densidad          | Ubicación |
| ------------------------ | ------------ | ---------- | ----------------- | --------- |
| Altagracia de la Montaña | 3.874 hab.   | 148 km²    | 26,18 hab./km²    | -         |
| Cecilio Acosta           | 28.350 hab.  | 85 km²     | 277,65 hab./km²   | -         |
| El Jarillo               | 3.415 hab.   | 45 km²     | 53,67 hab./km²    | -         |
| Los Teques               | 332.725 hab. | 98 km²     | 1.986,99 hab./km² | -         |
| Paracotos                | 16.449 hab.  | 157,4 km²  | 120, 41 hab./km²  | -         |
| San Pedro                | 15.669 hab.  | 97 km²     | 133,15 hab./km²   | -         |
| Tácata                   | 4.513 hab.   | 68 km²     | 66,37 hab./km²    | -         |

Todas las parroquias de este municipio pertenecen a la subregión mirandina llamada Altos Mirandinos excepto la parroquia Tácata que pertenece a la subregión Valles del Tuy.

## Política y Gobierno
Los inicios de la alcaldía de Guaicaipuro se remontan a la instalación del concejo municipal del cantón Guaicaipuro, creado mediante decreto el 17 de marzo de 1853. Ese año, el senado y la cámara de representantes de la república de Venezuela reunidos en Congreso deciden fundar en la provincia de Caracas un nuevo cantón con el nombre de Guaicaipuro, compuesto por las parroquias Los Teques, Macarao, San Pedro, San Diego, Carrizal, San Antonio y Paracotos.
De esta manera, el gobernador de la provincia de Caracas procedió a nombrar de forma provisional a un jefe político, administrador de rentas municipales, y a los cuatro concejales que representarían a dicho cantón. 
El concejo municipal del cantón de Guaicaipuro, como era llamado en la antigüedad, sesionó por primera vez el 14 de julio de 1853, estando constituido por Ramón Hurtado, como presidente o jefe político, y por los concejales Pedro Díaz, Juan José Pérez y Fernando Marrero. Durante esa primera sesión, y luego de ser debidamente juramentados, la Cámara procedió a nombrar de fuera de su seno al secretario municipal, Jesús María Hurtado, y al síndico procurador José León Durán, quienes estuvieron en sus funciones hasta el mes de diciembre del mismo año.
Han transcurrido más de 150 años desde aquella primera sesión y como es lógico han cambiado las leyes y ordenanzas que regulan las actividades de las localidades, anteriormente llamadas cantones, hoy municipios, en este sentido, el antiguo cantón Guaicaipuro pasó a ser el municipio autónomo Guaicaipuro.
Para el año 1989, durante la presidencia de Jaime Lusinchi, se decreta la creación de las alcaldías como máxima autoridad del Poder Ejecutivo, quedando el concejo municipal como representante del Poder Legislativo municipal, siendo este el responsable de velar por una gestión transparente del alcalde y el encargado de redactar y aprobar las ordenanzas municipales que regirán la vida de los habitantes de cada municipio, en consonancia con las leyes nacionales de la república.
Tras las primeras elecciones municipales en las que se eligió por primera vez gobernador y alcalde en el año 1989 resultó elegido como alcalde del municipio Guaicaipuro Raúl Pagés.

### Alcaldes
| Período                            | Alcalde          | Partido político / Alianza | % de votos | Notas |
| ---------------------------------- | ---------------- | -------------------------- | ---------- | --- |
| 1989 - 1992                        | Raúl Pagés       | AD                         | 36,09      | Primer alcalde bajo elecciones directas.                                                                               |
| 1992 - 1995                        | Freddy Martínez  | Copei                      | 39,32      | Segundo alcalde bajo elecciones directas.                                                                              |
| 1995 - 2000                        | Freddy Martínez  | Copei                      | -          | Reelecto. Se realizaron elecciones adelantadas en el 2000 por la aprobación de una nueva Constitución.                 |
| 2000 - 2004                        | Raúl Salmerón    | MVR                        | 49,82      | Tercer alcalde bajo elecciones directas                                                                                |
| 2004 - 2008                        | Raúl Salmerón    | MVR                        | 51,56      | Reelecto. |
| 2008 - 2013                        | Alirio Mendoza   | PSUV                       | 50,01      | Cuarto alcalde bajo elecciones directas (se postergan 1 año las elecciones municipales pautadas para finales del 2012) |
| 2013 - 2017                        | Francisco Garcés | PSUV                       | 52,21      | Quinto alcalde bajo elecciones directas.                                                                               |
| 2017 - 2021                        | Wisely Álvarez   | PSUV                       | 69,06      | Sexto alcalde bajó elecciones directas.                                                                                |
| 2021 - 2025                        | Farith Fraija    | PSUV                       | 46,12      | Séptimo alcalde bajo elecciones directas.                                                                              |
| Fuente: Consejo Nacional Electoral |                  |                            |            | |

### Concejo Municipal
Período 2021 - 2025
| Concejales           | Partido político / Alianza |
| -------------------- | -------------------------- |
| Odalis Méndez        | PSUV                       |
| Sulimar Rengifo      | PSUV                       |
| Francisco Betancourt | PSUV                       |
| Luis Nieves          | PSUV                       |
| Minerva Pérez        | PSUV                       |
| Ariana Araujo        | PSUV                       |
| Ismael Cedre         | PSUV                       |
| Jairo Caro           | FV                         |
| Zoraida Sánchez      | FV                         |